# Bill Gosper
Bill Gosper (26 april 1943) is een Amerikaanse softwareontwikkelaar, wiskundige en hacker. Hij wordt samen met Richard Greenblatt beschouwd als de oprichters van de hackersgemeenschap.
Van 1961 tot 1965 studeerde hij wiskunde aan het Massachusetts Institute of Technology.
Toen John Conway schreef over de Game of Life en een prijs bood voor de eerste die een evenwichtige versie zou verzinnen kwam Gosper in 1970 als eerste met een dergelijke versie, de Gosper Glider gun, en won de prijs. Ook beschreef hij het hashlife-algoritme waarmee grafische berekeningen sneller kunnen worden gedaan door herhalende stappen te herkennen. In 1985 had hij korte tijd het wereldrecord voor pi met de meeste cijfers achter de komma te pakken, namelijk rond de zeventien miljoen.

## De Gosper-kromme
Rond 1973 bedacht Bill Gosper de Gosper-kromme. Deze ruimtevullende kromme (of fractal) was geïnspireerd op de Koch-kromme en wordt als volgt gevormd:
- Stap 0: Er wordt basisvorm gebruikt bestaande uit zeven lijnen die elkaar raken in hoeken van 60°, 120° en in één geval 0° graden.
- Stap 1: Verdeel de zeven lijnen weer onder in een kleinere variant van de basisvorm waarbij het begin en eindpunt van elke lijn, het begin en eindpunt van deze kleinere vorm vormt.
- Stap n: Blijf deze exercitie herhalen in steeds kleinere vorm.

Er ontstaat nu een steeds fijner opgevulde zeshoek met een grillige rand. Wat de Gosper-kromme bijzonder maakt is dat deze rand zelf ook weer een fractal is.

De basisvorm (het zaadje). Deze bestaat uit twee punten (rood en groen) Die verbonden worden door zeven lijnen met dezelfde lengte. Twee van deze lijnen liggen in elkaars verlengde.
De Gosper-kromme na stap drie.
Animatie van zes stappen, beginnend bij stap 0, of eigenlijk nog iets eerder.